# Ганман
Ганман (ндюка gaanman) — высшее звание у народа маронов в Суринаме и Французской Гвиане. У народностей ндюка, сарамаккано, матаваи, алуку, парамаккано и квинти есть свой ганман. Главного начальника индейских народностей Суринама также иногда называют гранманом.

## Ганманы 6 маронских народов

### Ганман ндюка
Ганман народа ндюка проживает в деревне Дитабики. Действующий ганман — Боно Веланти (с 17.03.2015). Предыдущие ганманы:
- Газон Матодья

### Ганман сарамаккано
Ганман сарамаккано проживает в деревне Асидонопо. Нынешний ганман — Франс Банаи. Предыдущие ганманы:
- Абини (1762—1767)
- Кваку Этья (1775—1783)
- Йоханнес Алаби (1783—1820)
- Гбагиди Гбаго (1821)
- Гбосума (1822—1835)
- Абрахам Ветивойо (1835—1867)
- Франс Бона (1870—1886)
- Акосу (1888—1897)
- Дьянкусо (1889—1932)
- Атуденду (1934—1949)
- Агбаго Абойкони (1951—1989)
- Сонго (1991—2003)
- Белфон Абойкони (2005—2014)

### Ганман матаваи
Ганман матаваи проживает в деревне Пусугруну. Сейчас ганман — Лесли Валентийн.

### Ганман алуку
Ганман алуку проживает в деревне Папаиштон. На данный момент ганман у народности алуку отсутствует. Последний ганман Пол Даудау умер в 2014.

### Ганман парамаккано
Ганман парамаккано проживает в деревне Лангатабики. Действующий ганман — Самуэл Форстер (с 2010 года). Предыдущие ганманы:
- Папа Доффин
- Тата Бигиман
- Тата Абома
- Франс Кваку
- Асайси, Акама, Американ и Апенса (промежуточный период с четырьмя лидерами; Асайси, который должен был стать новым лидером, отказался, вследствие чего лидером стал Апенса, как самый старший из четырех)
- Кваку Петрус Апенса (1898—1923; он был первым ганманом, официально признанным правительством и умер в возрасте 101 года)
- Йозеф Абунавроко (1931—1947)
- Корнелис Захариа Фостер (1951—1991)
- Ян Леви (1993—2008)

Есть некоторые люди, которые были ганманами некоторое время, но не упомянуты в этом списке в связи с традициями народа парамаккано. Например, Хендрик Амави убил Папу Доффина и стал новым ганманом.

### Ганман квинти
Ганман квинти проживает в деревне Витагрон. Действующий ганман — Андре Матиас.